# Горица (имя)
Го́рица — славянское женское имя, сербского происхождения. Имя пошло от сербского «лес» (серб. Гора). Переносное значение — «рождённая в лесу», «лесная».

## Носители
- Горица Попович (род. 1952) — сербская актриса.[3]